# Церква Собору святого Івана Хрестителя (Доброполе)
Церква Собору святого Івана Хрестителя в Доброполі — парафія і храм греко-католицької громади Бучацького деканату Бучацької єпархії Української греко-католицької церкви в селі Доброполі Бучацької міської громади Чортківського району Тернопільської области.

## Історія церкви
Перша письмова згадка про село датується 1785 роком. Згідно з архівними даними 1880 року, українська громада належала до греко-католицької парафії села Зарваниця. Тоді в селі діяли греко-католицький храм та костел, які були зруйновані під час Першої світової війни.
Під час відбудови храму відправи проводилися в школі та в відреставрованому костелі. У 1927 році парафія стала самостійною, відокремившись від зарваницької. Церква функціонувала до квітня 1944 року, коли під час німецького артобстрілу була майже повністю зруйнована. З 1946 року вона не діяла, а в 1983 році її залишки знищила державна влада. Навіть у часи підпілля парафія залишалася греко-католицькою, а богослужіння проводили в приватних помешканнях та на старому цвинтарі.
У 1989 році богослужіння відновилися в приміщенні костелу. У 1990 році на місці зруйнованої церкви почали відбудовувати новий храм за її старим планом. Автором іконостасу став Олександр Гресс, а розпис виконав Василь Бронецький.
7 липня 1992 року новий храм освятив єпископ Михаїл Сабрига. У 2001 році парафію з візитацією відвідав єпископ Бучацький Іриней Білик.
У 2022 році парафію відвідав архиєпископ і митрополит Тернопільсько-Зборівський Василій Семенюк[джерело?].
При парафії діють: братство «Матері Божої Неустанної Помочі», спільнота «Матері в молитві» та гурток «Біблійне коло» (з 2014).
На території парафії розташована капличка на честь святого Івана Хрестителя та хрести парафіяльного значення. У власності парафії є проборство.

## Парохи
- о. Миром Головінський (1927—193),
- о. Фанга,
- о. Богдан Їжак (1932),
- о. Степан Кулак (1944),
- о. Роман Долішняк (1989),
- о. Василь Івасюк,
- о. Зиновій Монастирський (1990),
- о. Володимир Білінський (1991),
- о. Валерій Канлюк (1992—1996),
- о. Олег Шумелла (з грудня 1996).